# لودفيج فون سالم هوجستراتين
لودفيج فون سالم هوجستراتين (بالألمانية: Ludwig von Salm)‏ مواليد 24 فبراير 1885 في الإمبراطورية الألمانية - الوفاة 23 يوليو 1944 في بودابست، كان لاعب كرة مضرب نمساوي بدأ مسيرته كمحترف سنة 1910 وكان يلعب باليد اليمنى، اعتزل اللعب في 1932. سبق أن شارك في دورة الألعاب الأولمبية الصيفية.

## روابط خارجية
- لودفيج فون سالم هوجستراتين على موقع IMDb (الإنجليزية)
- لودفيج فون سالم هوجستراتين على موقع قاعدة بيانات الفيلم (الإنجليزية)
- لودفيج فون سالم هوجستراتين على موقع رابطة محترفي التنس (الإنجليزية)
- لودفيج فون سالم هوجستراتين على موقع الاتحاد الدولي لكرة المضرب (الإنجليزية)
- لودفيج فون سالم هوجستراتين على موقع كأس ديفيز (الإنجليزية)
- لودفيج فون سالم هوجستراتين على موقع أوليمبيديا (الإنجليزية)